# Астанинське легке метро
Астанинський легкорейковий транспорт (рос. Астанинский легкорельсовый транспорт)  — планована мережа ліній штадтбану у Астані (Казахстан).